# Čtyřzoubek průzračný
Čtyřzoubek průzračný (Tetraphis pellucida) patří do čeledi čtyřzoubkovité (Tetraphidaceae). Jde o drobný mech, který se poměrně často vyskytuje na tlejícím dřevě a pískovcových skalách.
Typickým znakem je obústí tobolky tvořené čtyřmi jehlancovitými zuby.

## Popis
Rostlinky tohoto mechu mohou vyrůst do výšky asi 3 cm, většinou jsou však pouze 1 cm vysoké. V mládí jsou světle až hnědavě zelené, starší mají odspodu hnědavě rezavou barvu.
Lodyžky (kauloidy) jsou protáhlé, ve spodní části hnědě plstnaté od rhizoidů. Na průřezu mají trojboký tvar s homogenní korovou vrstvou tlustostěnných buněk. Uprostřed lodyžky je zřetelný střední svazek. Sterilní lodyžky se nevětví, fertilní mohou vytvářet postranní výhonky.
Na koncích lodyžek se velmi často pohárkovitě uspořádají fyloidy a uvnitř těchto pohárků se tvoří rozmnožovací tělíska, čočkovité a dlouze stopkaté gemy. Rozšiřují se po dopadu dešťových kapek („splash-cup“ mechanismus).
Na lodyžce vyrůstají 1,5 mm dlouhé lístky, jednovrstevné, celokrajné, na okraji ploché. Liší se tvarem a postavením, spodní lístky jsou šupinovité a oddálené, kdežto horní jsou vejčitě kopinaté a sblížené. Žebro lístků je jednoduché a končí před špičkou nebo přímo ve špičce fyloidu. Buňky v horní části fyloidu jsou tlustostěnné a mají zaoblený čtvercový až nepravidelně šestiboký tvar.
Štět je 1,5 cm dlouhý, přímý, hladký, na jeho konci vyrůstá válcovitá, lesklá a vzpřímená tobolka. Stěna tobolky neobsahuje průduchy. Její obústí vytváří čtyři trojboce jehlancovité zuby, asi 0,5 mm dlouhé. Je to typický znak čtyřzoubků. Zuby jsou tvořené řadou vrstev prodloužených, tlustostěnných buněk.
Víčko tobolky je vysoce kuželovité. Vrchní část tobolky je pokrytá drobnou, nepravidelně roztrhanou čepičkou.
Výtrusy jsou na povrchu kryty hladkou stěnou.

## Stanoviště
Rostou ve stinných lesích v rozlehlých porostech na mrtvém tlejícím dřevě, na vlhkých pískovcových skalách a mohou se vyskytnout např. i na stěnách po těžbě rašeliny.

## Rozšíření
V České republice jde o poměrně běžný druh, hojně rostoucí od nížin až po vysoce položená horská stanoviště, kde může za příhodných podmínek vystoupit až k vrcholovým hřebenům.
Rozšířen po celé Evropě, na jihu většinou jen ve vyšších pohořích. Dalšími místy výskytu jsou Turecko, Kavkaz, Tibet, jihovýchodní Asie, Severní Amerika.

## Záměna
Záměna není téměř možná, je snadno rozpoznatelný podle rozmnožovacích pohárků na sterilních lodyhách.
Možná je záměna s Aulacomnium androgynum, který má rozmnožovací gemy vřetenovité, umístěné v klubíčku na konci bezlisté pastopečky.